# Chokladapelsin

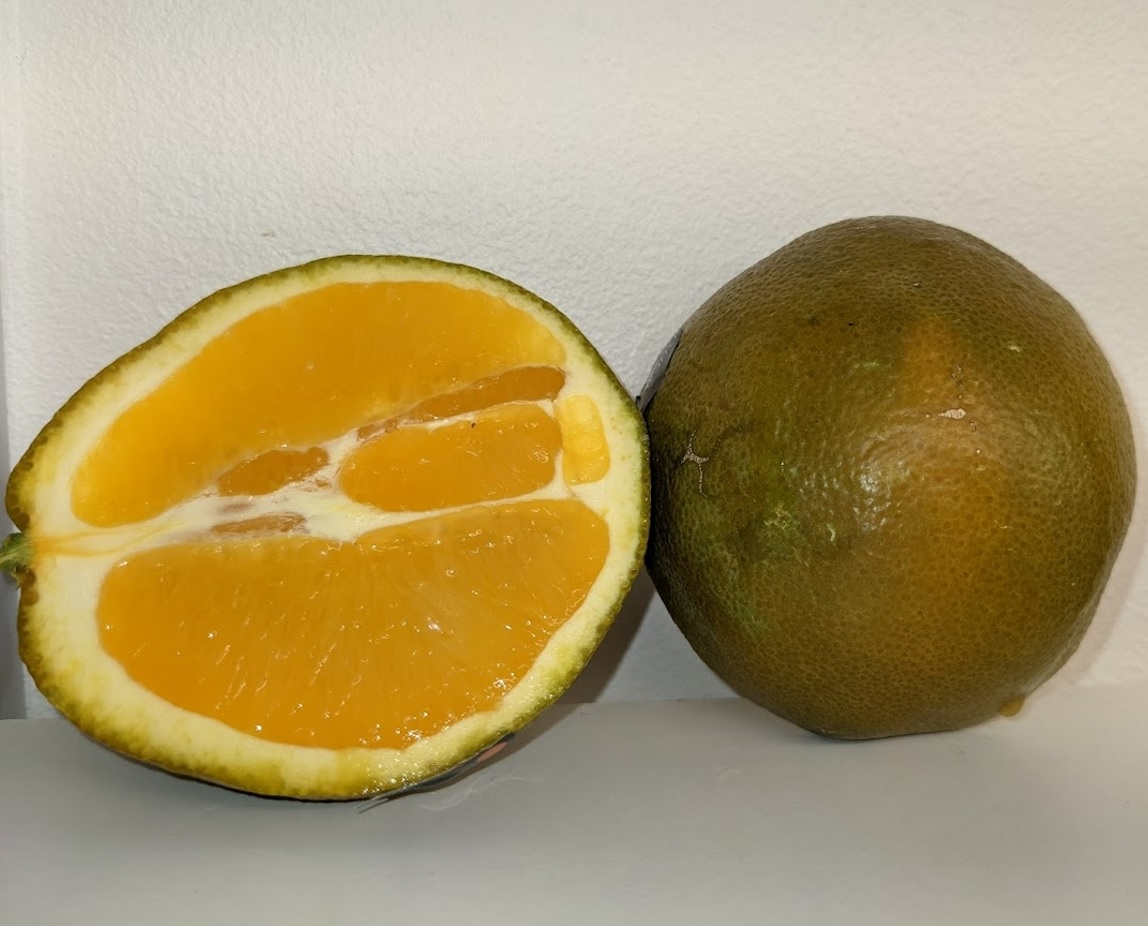
En chokladapelsin delad på mitten.

Chokladapelsin är en typ av navelapelsin, en mutation som först upptäcktes 2006 i Valencia, Spanien. Namnet "chokladapelsin" syftar på skalets bruna färg. Chokladapelsiner är till smaken sötare och mindre sura jämfört med vanliga apelsiner. I genomsnitt har chokladapelsiner 12 Brix i söthet.
I december 2021 fanns det endast tre apelsinodlare som odlade chokladapelsiner. Samtliga av dessa var i Spanien. Säsongen för chokladapelsiner är generellt sett kort – från december till januari eller februari – och de är betydligt dyrare än vanliga apelsiner.

## Botanik
Botaniskt hör chokladapelsiner till Citrus sinensis och familjen Rutaceae. De är mycket sällsynta. Chokladapelsiner växer på kompakta, vintergröna träd vilka är känsliga för väderförhållanden. Träden är  lågproducerande och utvecklar bara ett begränsat antal frukter varje säsong. I början av 2020-talet odlades de bara av ett fåtal odlare i Valencia.

## Utseende och form
Chokladapelsinen är rund eller oval med en genomsnittlig diameter på sex till tio  centimeter. Vid blomstammens ände finns en  karakteristiskt "navel" eller cirkulärt hål. Öppningen finns eftersom en genetisk mutation inom sorten gör att en tvillingfrukt eller en sekundär apelsin växer inom apelsinen. Denna utvecklas dock aldrig utan ger enbart utseendet av en mänsklig navel. Fruktens skal är tunt och lättskalat och har ett  glansigt, slätt och stenigt utseende.

### Mognadsprocess
Från början är frukten grön och när den mognar övergår den gröna färgen i brokiga orangea, bruna och gröna nyanser.

## Smak
Chokladapelsinen är aromatisk och känd för högt innehåll av socker, 12 brix. Vidare har den låg nivå av syra. Kombinationen av högt sockerinnehåll och låg nivå av syra ger frukten   en mild, söt och neutral smak. När den skalas  har den en söt, fruktig och blommig doft.